# Список 100 самых влиятельных женщин мира по версии Forbes

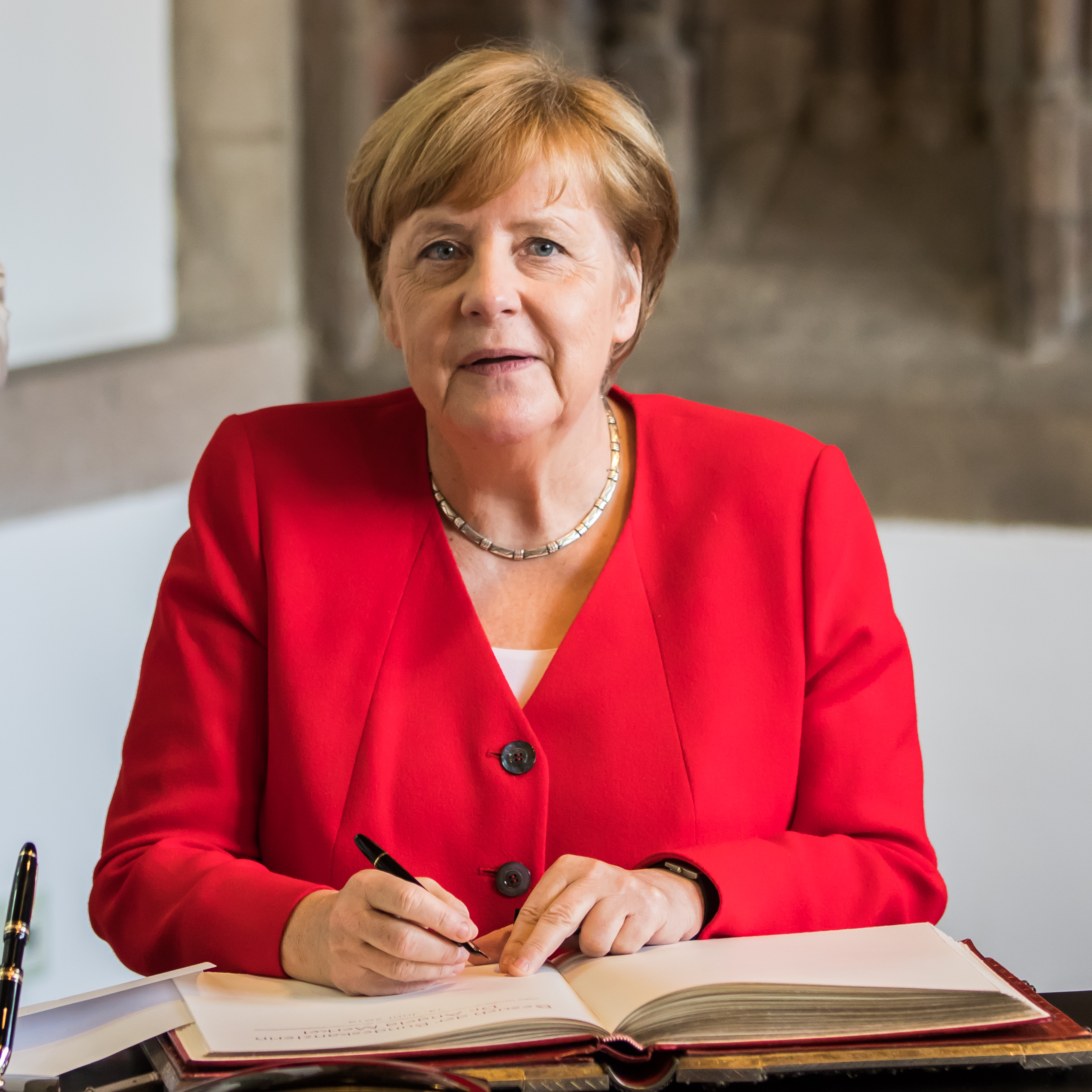
Ангела Меркель занимала первое место списка 14 раз

Логотип журнала Forbes

С 2004 года американский деловой журнал Forbes ежегодно составляет список 100 самых влиятельных женщин мира. Над списком работают известные журналисты Forbes, включая Мойру Форбс, он составляется на основе известности и экономического влияния. Канцлер Германии Ангела Меркель была на первом месте с 2006 года по 2020 год, за исключением 2010 года, когда она была временно вытеснена первой леди США тех времён Мишель Обамой. Ниже перечислены топ-10 из списка каждого года.
Несколько раз в списке немногочисленно появлялись представительницы России. К примеру, в 2017 году Эльвира Набиуллина заняла 71-е место, в 2019 заняла 53-е, в 2020 ― 57-е, в 2021 — 60-е. При этом с 2018 по 2021 год Набиуллина остаётся единственной представительницей России в списке.

## 2024
1. Урсула фон дер Ляйен, председатель Европейской комиссии
2. Кристин Лагард, председатель Европейского центрального банка
3. Джорджа Мелони, председатель Совета министров Италии
4. Клаудия Шейнбаум, президент Мексики
5. Мэри Барра, генеральный директор General Motors
6. Эбигейл Джонсон, президент-генеральный директор Fidelity Investments
7. Джули Свит[англ.], генеральный директор Accenture
8. Мелинда Френч Гейтс, соосновательница Фонда Билла и Мелинды Гейтс
9. Маккензи Скотт, американская писательница, филантроп
10. Джейн Фрейзер[англ.], генеральный директор Citigroup[2]

## 2023
1. Урсула фон дер Ляйен, председатель Европейской комиссии
2. Кристин Лагард, председатель Европейского центрального банка
3. Камала Харрис, вице-президент США
4. Джорджа Мелони, председатель Совета министров Италии
5. Тейлор Свифт, певица, автор песен
6. Карен Линч[англ.], генеральный директор CVS Health
7. Джейн Фрейзер[англ.], генеральный директор Citigroup
8. Эбигейл Джонсон, президент-генеральный директор Fidelity Investments
9. Мэри Барра, генеральный директор General Motors
10. Мелинда Френч Гейтс, соосновательница Фонда Билла и Мелинды Гейтс[3]

## 2022
1. Урсула фон дер Ляйен, председатель Европейской комиссии
2. Кристин Лагард, председатель Европейского центрального банка
3. Камала Харрис, вице-президент США
4. Мэри Барра, генеральный директор General Motors
5. Эбигейл Джонсон, президент-генеральный директор Fidelity Investments
6. Мелинда Френч Гейтс, соосновательница Фонда Билла и Мелинды Гейтс
7. Джорджа Мелони, председатель Совета министров Италии
8. Карен Линч[англ.], генеральный директор CVS Health
9. Джули Свит[англ.], генеральный директор Accenture
10. Джейн Фрейзер[англ.], генеральный директор Citigroup[4]

## 2021
1. Маккензи Скотт, американская писательница, филантроп
2. Камала Харрис, вице-президент США
3. Кристин Лагард, председатель Европейского центрального банка
4. Мэри Барра, генеральный директор General Motors
5. Мелинда Френч Гейтс, соосновательница Фонда Билла и Мелинды Гейтс
6. Эбигейл Джонсон, президент-генеральный директор Fidelity Investments
7. Ана Ботин, председатель совета директоров Banco Santander
8. Урсула фон дер Ляйен, председатель Европейской комиссии
9. Инвэнь Цай, президент Тайваня
10. Джули Свит[англ.], председатель и генеральный директор Accenture[5]

## 2020
1. Ангела Меркель, канцлер Германии
2. Кристин Лагард, председатель Европейского центрального банка
3. Камала Харрис, вице-президент США
4. Урсула фон дер Ляйен, председатель Европейской комиссии
5. Мелинда Гейтс, соосновательница Фонда Билла и Мелинды Гейтс
6. Мэри Барра, генеральный директор General Motors
7. Нэнси Пелоси, спикер Палаты представителей США
8. Ана Ботин, председатель совета директоров Banco Santander
9. Эбигейл Джонсон, президент-генеральный директор Fidelity Investments
10. Гейл Козиара Будро[англ.], генеральный директор Anthem[6]

## 2019
1. Ангела Меркель, канцлер Германии
2. Кристин Лагард, председатель Европейского центрального банка
3. Нэнси Пелоси, спикер Палаты представителей США
4. Урсула фон дер Ляйен, председатель Европейской комиссии
5. Мэри Барра, генеральный директор General Motors
6. Мелинда Гейтс, соосновательница Фонда Билла и Мелинды Гейтс
7. Эбигейл Джонсон, президент-генеральный директор Fidelity Investments
8. Ана Ботин, председатель совета директоров Banco Santander
9. Вирджиния Рометти, генеральный директор IBM
10. Мерилин Хьюсон[англ.], президент и генеральный директор Lockheed Martin[7]

## 2018
1. Ангела Меркель, канцлер Германии
2. Тереза Мэй, премьер-министр Великобритании
3. Кристин Лагард, директор-распорядитель Международного валютного фонда
4. Мэри Барра, генеральный директор General Motors
5. Эбигейл Джонсон, президент-генеральный директор Fidelity Investments
6. Мелинда Гейтс, соосновательница Фонда Билла и Мелинды Гейтс
7. Сьюзен Воджитски, генеральный директор YouTube
8. Ана Ботин, председатель совета директоров Banco Santander
9. Мерилин Хьюсон[англ.], президент и генеральный директор Lockheed Martin
10. Вирджиния Рометти, генеральный директор IBM[8]

## 2017
1. Ангела Меркель, канцлер Германии
2. Тереза Мэй, премьер-министр Великобритании
3. Мелинда Гейтс, соосновательница Фонда Билла и Мелинды Гейтс
4. Шерил Сэндберг, главный операционный директор Facebook
5. Мэри Барра, генеральный директор General Motors
6. Сьюзен Воджитски, генеральный директор YouTube
7. Эбигейл Джонсон, президент-генеральный директор Fidelity Investments
8. Кристин Лагард, директор-распорядитель Международного валютного фонда
9. Ана Ботин, председатель совета директоров Banco Santander
10. Вирджиния Рометти, генеральный директор IBM[9]

## 2016
1. Ангела Меркель, канцлер Германии
2. Хиллари Клинтон, кандидат в президенты США
3. Джанет Йеллен, председатель Федеральной резервной системы США
4. Мелинда Гейтс, соосновательница Фонда Билла и Мелинды Гейтс
5. Мэри Барра, генеральный директор General Motors
6. Кристин Лагард, директор-распорядитель Международного валютного фонда
7. Шерил Сэндберг, главный операционный директор Facebook
8. Сьюзен Воджитски, генеральный директор YouTube
9. Маргарет Уитмен, генеральный директор Hewlett Packard Enterprise
10. Ана Ботин, председатель совета директоров Banco Santander[10]

## 2015
1. Ангела Меркель, канцлер Германии
2. Хиллари Клинтон, кандидат в президенты США
3. Мелинда Гейтс, соосновательница Фонда Билла и Мелинды Гейтс
4. Джанет Йеллен, председатель Федеральной резервной системы США
5. Мэри Барра, генеральный директор General Motors
6. Кристин Лагард, директор-распорядитель Международного валютного фонда
7. Дилма Русеф, президент Бразилии
8. Шерил Сэндберг, главный операционный директор Facebook
9. Сьюзен Воджитски, генеральный директор YouTube
10. Мишель Обама, первая леди США[11]

## 2014
1. Ангела Меркель, канцлер Германии
2. Джанет Йеллен, председатель Федеральной резервной системы США
3. Мелинда Гейтс, соосновательница Фонда Билла и Мелинды Гейтс
4. Дилма Русеф, президент Бразилии
5. Кристин Лагард, директор-распорядитель Международного валютного фонда
6. Хиллари Клинтон, бывшая государственный секретарь США
7. Мэри Барра, генеральный директор General Motors
8. Мишель Обама, первая леди США
9. Шерил Сэндберг, главный операционный директор Facebook
10. Вирджиния Рометти, генеральный директор IBM[12]

## 2013
1. Ангела Меркель, канцлер Германии
2. Дилма Русеф, президент Бразилии
3. Мелинда Гейтс, соосновательница Фонда Билла и Мелинды Гейтс
4. Мишель Обама, первая леди США
5. Хиллари Клинтон, государственный секретарь США
6. Шерил Сэндберг, главный операционный директор Facebook
7. Кристин Лагард, директор-распорядитель Международного валютного фонда
8. Джанет Наполитано, министр внутренней безопасности США
9. Соня Ганди, президент партии Индийский национальный конгресс
10. Индра Нуйи, председатель совета директоров и генеральный директор PepsiCo[13]

## 2012
1. Ангела Меркель, канцлер Германии
2. Хиллари Клинтон, государственный секретарь США
3. Дилма Русеф, президент Бразилии
4. Мелинда Гейтс, соосновательница Фонда Билла и Мелинды Гейтс
5. Джилл Абрамсон, главный редактор The New York Times
6. Соня Ганди, президент партии Индийский национальный конгресс
7. Мишель Обама, первая леди США
8. Кристин Лагард, директор-распорядитель Международного валютного фонда
9. Джанет Наполитано, министр внутренней безопасности США
10. Шерил Сэндберг, главный операционный директор Facebook[14]

## 2011
1. Ангела Меркель, канцлер Германии
2. Хиллари Клинтон, государственный секретарь США
3. Дилма Русеф, президент Бразилии
4. Индра Нуйи, председатель совета директоров и генеральный директор PepsiCo
5. Шерил Сэндберг, главный операционный директор Facebook
6. Мелинда Гейтс, соосновательница Фонда Билла и Мелинды Гейтс
7. Соня Ганди, президент партии Индийский национальный конгресс
8. Мишель Обама, первая леди США
9. Кристин Лагард, директор-распорядитель Международного валютного фонда
10. Айрин Розенфельд, председатель и главный исполнительный директор Mondelēz International[15]

## 2010
1. Мишель Обама, первая леди США
2. Айрин Розенфельд, председатель и главный исполнительный директор Mondelēz International
3. Опра Уинфри, телеведущая ток-шоу «Шоу Опры Уинфри»
4. Ангела Меркель, канцлер Германии
5. Хиллари Клинтон, государственный секретарь США
6. Индра Нуйи, председатель совета директоров и генеральный директор PepsiCo
7. Леди Гага, певица, актриса и музыкальный продюсер
8. Гейл Келли[англ.], генеральный директор Westpac
9. Бейонсе Ноулз, певица, актриса и музыкальный продюсер
10. Эллен Дедженерес, телеведущая ток-шоу «Шоу Эллен Дедженерес»[16]

## 2009
1. Ангела Меркель, канцлер Германии
2. Шейла Беир[англ.], председатель Федеральной корпорации по страхованию вкладов (США)
3. Индра Нуйи, председатель совета директоров и генеральный директор PepsiCo
4. Синтия Кэролл[англ.], генеральный директор Anglo American plc
5. Хо Чин, генеральный директор Temasek Holdings
6. Айрин Розенфельд, председатель и главный исполнительный директор Mondelēz International
7. Эллен Дж. Куллман[англ.], генеральный директор DuPont
8. Анжела Брейли[англ.], президент-генеральный директор Anthem
9. Анн Ловержон[англ.], генеральный директор Areva
10. Линн Элзенханс[англ.], председатель совета директоров, генеральный директор и президент Sunoco[17]

## 2008
1. Ангела Меркель, канцлер Германии
2. Шейла Беир[англ.], председатель Федеральной корпорации по страхованию вкладов (США)
3. Индра Нуйи, председатель совета директоров и генеральный директор PepsiCo
4. Анжела Брейли[англ.], президент-генеральный директор Anthem
5. Синтия Кэролл[англ.], генеральный директор Anglo American plc
6. Айрин Розенфельд, председатель и главный исполнительный директор Mondelēz International
7. Кондолиза Райс, государственный секретарь США
8. Хо Чин, генеральный директор Temasek Holdings
9. Анн Ловержон[англ.], генеральный директор Areva
10. Энн М. Малкохи[англ.], председатель совета директоров и генеральный директор Xerox[18]

## 2007
1. Ангела Меркель, канцлер Германии
2. У И, вице-премьер государственного совета КНР[англ.]
3. Хо Чин, генеральный директор Temasek Holdings
4. Кондолиза Райс, государственный секретарь США
5. Индра Нуйи, председатель совета директоров и генеральный директор PepsiCo
6. Соня Ганди, президент партии Индийский национальный конгресс
7. Синтия Кэролл[англ.], генеральный директор Anglo American plc
8. Патрисия А. Воерц[англ.], президент-генеральный директор Archer Daniels Midland
9. Айрин Розенфельд, председатель и главный исполнительный директор Mondelēz International
10. Патриция Руссо, генеральный директор Alcatel-Lucent[19]

## 2006
1. Ангела Меркель, канцлер Германии
2. Кондолиза Райс, государственный секретарь США
3. У И, вице-премьер государственного совета КНР[англ.]
4. Индра Нуйи, председатель совета директоров и генеральный директор PepsiCo
5. Энн М. Малкохи[англ.], председатель совета директоров и генеральный директор Xerox
6. Салли Кравчек[англ.], главный финансовый директор Citigroup
7. Патрисия А. Воерц[англ.], президент-генеральный директор Archer Daniels Midland
8. Анн Ловержон[англ.], генеральный директор Areva
9. Бренда Барнс[англ.], президент-генеральный директор корпорации Sara Lee[англ.]
10. Зои Круз[англ.], сопрезидент Morgan Stanley[20]

## 2005
1. Кондолиза Райс, государственный секретарь США
2. У И, вице-премьер государственного совета КНР[англ.]
3. Юлия Тимошенко, Премьер-министр Украины
4. Глория Макапагал-Арройо, президент Филиппин
5. Маргарет Уитмен, президент-генеральный директор eBay
6. Энн М. Малкохи[англ.], председатель совета директоров и генеральный директор Xerox
7. Салли Кравчек[англ.], главный финансовый директор Citigroup
8. Бренда Барнс[англ.], президент-генеральный директор корпорации Sara Lee[англ.]
9. Опра Уинфри, ведущая ток-шоу «Шоу Опры Уинфри»
10. Мелинда Гейтс, соосновательница Фонда Билла и Мелинды Гейтс[21]

## 2004
1. Кондолиза Райс, советник президента США по национальной безопасности
2. У И, вице-премьер государственного совета КНР[англ.]
3. Соня Ганди, президент партии Индийский национальный конгресс
4. Лора Буш, первая леди США
5. Хиллари Клинтон, сенатор США
6. Сандра Дэй О’Коннор, Член Верховного суда США
7. Рут Бейдер Гинзбург, Член Верховного суда США
8. Мегавати Сукарнопутри, президент Индонезии
9. Глория Макапагал-Арройо, президент Филиппин
10. Карли Фиорина, генеральный директор Hewlett-Packard[22]